# 大橋洋治
大橋 洋治（おおはし ようじ、1940年（昭和15年）1月21日 - ）は、日本の実業家。全日本空輸（全日空）社長、 ANAホールディングス会長、日本経済団体連合会副会長。

## 人物
現在の中華人民共和国東北部の佳木斯で生まれ、岡山県高梁市で育つ。
父親は長崎高等商業学校卒で、ブリヂストンの石橋正二郎の秘書的な仕事を経て、大連で貿易商を営み、シベリア抑留を経験した。柔道四段の腕前で、大橋もその影響で高校時代は柔道部に所属した。
1964年4月、慶應義塾大学法学部政治学科を卒業後、全日本空輸入社。
2001年4月に社長に就任。在任中は、アメリカ同時多発テロ事件や日本航空と旧日本エアシステムの統合など業界の激変に直面。「復配」と「国際線黒字化」を2大目標に合理化を進め、業績回復にめどがついたことから、2005年4月、会長に退く。

### ロッキード事件を巡って
ロッキード事件が発覚した時、大橋は36歳で、将来を担う中堅として頭角を現した頃だった。検察からの取り調べはうけなかったものの、裁判では証言を求められた。補給部在籍時に、"Go ahead!"と題した大型機導入に関する報告書についてであった。「『トライスターを絶対購入せよという意味じゃないのか』と追及されました。そういう意図はなく、いよいよ大型機が導入できるようになったことへの気勢だったんですが」と話し、公判では、"Go ahead!"が意味するものを2時間に渡って尋ねられたという。
全日空の中興の祖とされる若狭得治が保釈された時、大橋は、東京拘置所まで駆けつけて、「絶対にやめないでください!」と若狭に直訴した一人である。大橋は、若狭同様に偽証罪に問われた副社長・渡辺尚次の自宅を訪ね、慰労と激励のひとときを過ごしたこともある。そこで、検察の取り調べについても聞いた。検事は大庭オプションの存在を知っていたと認めよと激しく詰め寄り、否認を続ける渡辺に、「思い出すまで、壁に立っていろ!」と怒鳴ったという。「ひどかったんだ。君たちは知らないだろうけど、言ってもわからんだろうけど、ひどかったんだよ、これが、と辛そうにゆがんだ渡辺さんの顔は忘れられません」と語る。
社長以下役員の大半が逮捕されながらも、若狭の頑張りで、全日空は経営危機に陥ることもなく事業を拡大する。それまでは、日航が独占していた国際路線就航を果たし、やがて、国内トップのエアラインへと成長する。それと同時に、若狭への評価が好転する。「リーダーの資質にもっとも重要なのは、深沈厚重だと若狭さんは考えていた。でも、世の中にのさぼっているのは、聡明才弁ばかりだと嘆いていました」と大橋は言う。

## 来歴
- 1953年3月 岡山大学教育学部附属小学校卒業[9]
- 1956年3月 岡山大学教育学部附属中学校卒業[10]
- 1959年3月 岡山県立岡山朝日高等学校卒業
- 1964年3月 慶應義塾大学法学部政治学科卒業
- 1964年4月 全日本空輸入社
- 1981年7月 人事部勤労第一課長
- 1985年6月 航務本部乗員業務部副部長
- 1989年6月 営業本部宣伝販促部長
- 1992年6月 整備本部管理室企画管理部長
- 1993年6月 取締役
- 1994年6月 取締役成田空港支店長
- 1996年6月 取締役ニューヨーク支店長（北米地区担当）
- 1997年6月 常務取締役
- 1998年6月 常務取締役人事勤労本部長
- 1999年6月 代表取締役副社長（全業務総括・販売本部長・マーケティング室統括）
- 2001年4月 代表取締役社長
- 2005年4月 代表取締役会長
- 2007年4月 取締役会長
- 2008年5月 社団法人日本経済団体連合会副会長[11]
- 2008年6月 セブン銀行取締役（非常勤役員）
- 2009年6月 テレビ東京社外取締役
- 2010年10月 テレビ東京ホールディングス社外取締役
- 2012年4月 旭日大綬章受章
- 2013年4月 ANAホールディングス取締役会長
- 2013年6月 テレビ東京社外取締役
- 2015年4月 ANAホールディングス相談役 [12]

## 出演
- 『ハイビジョン特集 山田方谷 奇跡の藩政改革』（NHK)
- 『日経スペシャル カンブリア宮殿』 「ピンチをチャンスに変えて困難を乗り切れ！！」（2007年1月29日、テレビ東京）- 全日空代表取締役会長として出演[13]
- 『知恵泉』（2015年7月28日、Eテレ）

## 著書
- 『大空に夢を求めて 私の履歴書』日本経済新聞出版、2020年1月。ISBN 978-4532323202。
2017年4月に日本経済新聞に連載された「私の履歴書」を単行本化。